# Фарнс, Пол
Пол Касвелл Поу Фарнс (англ. Paul Caswell Powe Farnes; 16 июля 1918 года, Боскомб Борнмут Хэмпшир — 28 января 2020, Чичестер Западный Суссекс) — британский лётчик-истребитель, участник Второй мировой войны. Командир крыла (подполковник) ВВС Великобритании.

## Биография

### Ранние годы
Пол Касвелл Поу Фарнс родился 16 июля 1918 года в Боскомбе. Получил образование в школе округа Сербитон и Техническом колледже Кингстона. В апреле 1938 года поступил в добровольческий резерв Королевских ВВС Великобритании. В июле 1939 года провел шесть месяцев в регулярных подразделениях ВВС. 14 сентября 1939 года, переведён в 501-й эскадрилью Королевских вспомогательных ВВС (графство Глостер).

### Военный летчик
Свои первые победы будущий ас получил во время боев в Франции. Туда его подразделение было переброшено в мае 1940 года.  После того как Фарнс 10 мая 1940 года прибыл в Бетенвиль он совершил несколько боевых вылетов и сбил четыре вражеских самолета. В ходе дальнейших боёв он уничтожил ещё два самолета противника (один без подтверждения) и повредил еще два. 22 октября 1940 года Пол Фарнс был награжден высшей наградой для унтер-офицеров — медалью «За лётные боевые заслуги». В тот момент он был пилотом-сержантом, а 3 декабря 1940 года он был назначен испытательным сроком Офицер-пилотом (младший лейтенант).
Во время Битвы за Британию он сбил шесть самолетов противника. В то время Фарнс летал на самолетах Hawker Hurricane. В феврале 1941 года Фарнс был направлен инструктором в Учебно-оперативную группу № 57. В ноябре 1941 года переведен в группу оперативной подготовки № 73 в Адене. Он был подтвержден в своем звании офицера 3 декабря 1941 года. В феврале 1942 года Фарнс был отправлен в качестве командира звена в 229-ю эскадрилью, которая сражалась в Северной Африке. 27 марта 1942 года он перебазировался в составе своей эскадрильи на Мальту, где был назначен командиром этой эскадрильи. 
В конце мая 1942 года Фарнс вернулся в Северную Африку. 26 июля 1942 года его повысили до звания Офицер-лётчик (старший лейтенант). Затем его отправили в Ирак, где он присоединился к штабу Королевских ВВС и оставался там до марта 1945 года, получив повышение до основного командира эскадрильи 1 мая 1944 года. По возвращении в Англию он был назначен командиром 124-й эскадрильи, которой командовал до конца войны. Закончил войну в звании лейтенант звена (капитан).

### После войны
После окончания боевых действий в Европе, Пол Фарнс стал офицером связи в учебных центрах Министерства авиации. С 1 сентября 1945 года командовал двумя эскадрильями ВВС Великобритании. В 1948 году стал летным инструктором. В том же году в Уортинге, Суссексе он обвенчался с Памела Бартон. Продолжал службу в армии до 27 июня 1958 года, когда ушел в отставку в качестве командира эскадрильи, сохранив за собой звание командира крыла (подполковника ВВС).
После демобилизации Фарнс, вместе с женой, управлял отелем в Уортинге.
Фарнс умер 28 января 2020 года в возрасте 101 года в своем доме в Западном Суссексе. Он был последним пилотом-асом участвовавшим в Битве за Британию.

## Семья
Первой женой Фарнеса была Памела Бартон (умерла в 1989 году). От неё у него было трое детей:
- Джонатан;
- Линда;
- Николас (умер в 1954 году)[4];

Вторая жена Синтия (умерла в 2012 году). В браке с 1994 года до ее смерти в 2012 году.